# Isooktan
Den forgrenede kulstofforbindelse (alkan) 2,2,4-trimetylpentan, også kaldet isooktan, forbrænder helt roligt (dvs. uden bankning) i moderne forbrændingsmotorer, og det bruges derfor som målestok for en benzins kvalitet, udtrykt i oktantal.
Stoffets formel er:
Som det ses, kaldes stoffet på den ene side for oktan, og det skyldes, at det indeholder i alt 8 kulstofatomer, men på den anden side også for pentan, begrundet i at "rygraden" består af 5 kulstofatomer.